# Jan Opaliński (zm. 1682)
Jan Opaliński herbu Łodzia (zm. w 1682 roku) – cześnik koronny w latach 1662-1682, starosta błoński w 1661 roku, starosta niegrodowy guzowski.
Poseł sejmiku opatowskiego na pierwszy sejm 1666 roku. Na sejmie abdykacyjnym jako poseł województwa sandomierskiego 16 września 1668 roku podpisał akt potwierdzający abdykację Jana II Kazimierza Wazy. W 1669 roku był elektorem Michała Korybuta Wiśniowieckiego z województwa sandomierskiego. Elektor Jana III Sobieskiego z województwa krakowskiego w 1674 roku.